# 贵州柳
贵州柳（学名：Salix kouytchensis）为杨柳科柳属的植物。分布在中国大陆的云南、贵州、四川等地，生长于海拔420米至3,300米的地区，多生于河流边，目前尚未由人工引种栽培。